# Ändesta
Ändesta är en småort i Kungsåra socken i Västerås kommun, Västmanlands län, cirka 15 km öster om Västerås.
Strax söder om Ändesta ligger Kungsåra kyrka.